# دانيال في الإسلام
هو نبي من انبياء الله وهو النبي الذي لم يذكر في القرآن ولم يتم التوصل إلى وجود أي إشارة إليه من قبل المفسرين على رغم انه من ذلك تصفه المصادر والأحاديث الإسلامية بأنه نبي ،وأنه حين فتح تستر على مطلع سنة 21هـ في عهد الخليفة الراشد الثاني عمر بن الخطاب وجد المسلمون جسد النبي دانيال فأمر عمر بدفنه وبتغييب قبره عن الناس خشية التبرك به أو إتخاذه معبدًا، وقد كانت تلك ذاتها أمنية النبي دانيال حسب الروايات الإسلامية إذ كانت أمنيته أن تدفنه أمة محمد فتحقق له ذلك ،والآن يوجد مقام للنبي دانيال في إيران يعتقد

## مما قالو عنه المفسرين
قد قال أبو بكر بن أبي الدنيا حدثنا أبو بلال محمد بن الحارث بن عبد الله بن أبي بردة بن أبي موسى الأشعري، حدثنا أبو محمد القاسم بن عبد الله، عن أبي الأشعث الأحمري، قال: قال رسول الله صلى الله عليه وسلم: إن دانيال دَعا ربه عز وجل أن تدفنه أمة مُحمد.
كما ورد عن ابن أبي الدنيا بإسناده إلى عبد الله بن أبي الهذيل، أن بختنصر سلط أسدين على دانيال بعد أن ألقاه في جُب- أي بئر- فلم يفعلا به شيئاً. فمكث ما شاء الله تعالى ثم اشتهى ما يشتهي الآدميون من الطعام والشراب، فأوحى الله إلى إرميا وهو من أنبياء بني إسرائيل وهو بالشام أن أعد طعاماً وشراباً لـ دانيال. فقال: يارب أنا بالأرض المقدسة، ودانيال بأرض بابل من أرض العراق، فأوحى الله إليه أن أعد ما أمرناك به فإنا سنرسل من يحملك ويحمل ما أعددت، ففعل وأرسل إليه من حمله وحمل ما أعده حتى وقف على رأس الجب، فقال دانيال من هذا، قال أنا أرميا فقال: ما جاء بك، قال: أرسلني إليك ربك، قال: وقد ذكرني ربي، قال: نعم، فقال دانيال: الحمد لله الذي لا ينسى من ذكره، والحمد لله الذي يجيب من دعاه، والحمد لله الذي من وثق به لم يكله إلى غيره، والحمد لله الذي يجزي بالإحسان إحساناً، والحمد لله الذي يجزي بالصبر نجاة، والحمد لله الذي هو يكشف ضرنا وكربنا، والحمد لله الذي يقينا حين يسوء ظننا بأعمالنا، والحمد لله الذي هو رجاؤنا حين تنقطع الحيل عنا
وقد عثر عليه الصحابة حين فَتح تستر. قال يونس بن بكير عن محمد بن إسحاق عن أبي خالد بن دينار، حدثنا أبو العالية قال: لما أفتتحنا تستر وجدنا في بيت مال الهرمزان سريرًا عليه رجلٌ ميت عند رأسه مصحف له ، فأخذنا المصحف فحملناه إلى عمر بن الخطاب  فدعا له كعبًا فنسخه بالعربية، فأنا أول رجلٍ من العرب قرأه، قرأته مثل ما أقرأ القرآن. فقلت لأبي العالية: ما كان فيه، قال: سيرتكم وأموركم ولحون كلامكم وما هو كائن بعد، قلت: فما صنعتم بالرجل، قال: حفرنا بالنهار ثلاثة عشر قبرًا متفرقة فلما كان بالليل دفناه وسوينا القبور كلها لنعميه على الناس لا ينبشونه، قلت: وما يرجون منه، قال: كانت السماء إذا حبست عنهم برزوا بسريره فيمطرون، فقلت: من كنتم تظنون الرجل، قال: رجل يقال له دانيال، قلت: منذ كم وجدتموه قد مات، قال: منذ ثلاثمائة سنة، قلت: ما تغير منه شيء، قال: إلا شعرات من قفاه. إن لحوم الأنبياء لا تبليها الأرض ولا تأكلها السباع